# ضيضاعة غربية (حديبو)
ضيضاعة غربية هي إحدى قرى مديرية حديبو التابعة لمحافظة سقطرى، بلغ تعداد سكانها 46 نسمة حسب تعداد اليمن لعام 2004.